# Liste der Bodendenkmale in Merseburg
In der Liste der Bodendenkmale in Merseburg sind alle Bodendenkmale der Stadt Merseburg und ihrer Ortsteile aufgelistet. Grundlage ist die Veröffentlichung der Landesdenkmalliste mit Stand vom 25. Februar 2016.  Die Baudenkmale sind in der Liste der Kulturdenkmale in Merseburg aufgeführt.
| Denkmal-ID | Fundart             | Ortsteil  | Bezeichnung                        | Zeitstellung | Lage                                                                                         | Bemerkungen | Bild |
| ---------- | ------------------- | --------- | ---------------------------------- | ------------ | -------------------------------------------------------------------------------------------- | --- | ---- |
| 428300267  | Grabmal > Grabhügel | Atzendorf | Grabhügel „Arthügel“               | undatiert    | im Ort am Sportplatz ()                                                                      | keine Grabhügel zu erkennen, Fläche jedoch sehr stark bewachsen |      |
| 428300270  | Grabmal > Grabhügel | Blösien   | Grabhügel                          | undatiert    | ()                                                                                           | Kein Grabhügel. Markante Geländestellen sind Abraumhalden ehemaliger Sandsteinbrüche.                                                                                       |      |
| 428300269  | Grabmal > Grabhügel | Blösien   | Grabhügel                          | undatiert    | 500 m südöstlich vom Ort ()                                                                  | keine Anhöhe erkennbar |      |
| 428300074  | Befestigung > Burg  | Geusa     | Wasserburg „Gut“                   | Mittelalter  | östlicher Ortsrand vom Ortsteil Geusa (Lage)                                                 | nur westliche Seite begehbar, da sonst umzäunt und privat genutzt (Wohnhäuser), Ruine zugeschüttet und stark verwüstet, Fundamentreste erkennbar                            |      |
| 428300075  | besonderer Stein    | Geusa     | Menhir „Püppchenstein“             | Neolithikum  | 1 km südlich vom Ortsteil Beuna (Lage)                                                       | stark gekippt, eckig, weist Spuren eines Schildes auf, wurde 2014 durch einen anderen Stein ersetzt                                                                         |      |
| 428300277  | Grabmal > Grabhügel | Kötzschen | Alkenhügel                         | Bronzezeit   | 0,25 km südwestlich des Ortes ()                                                             | Direkt in Bahngleisnähe soll sich der ‚Alkenhügel‘ befinden, der Bereich ist weiträumig umzäunt (Privatgelände), dem schließt sich der Gleisbereich an.                     |      |
| 428300285  | Befestigung         | Merseburg | Befestigung oder Grabhügel         | undatiert    | südlich der Straße Merseburg–Wallwitz (B181), östlich der Alten Saale, im ‚Stadtwald‘ (Lage) | ovale, hügelartige Erhebung im ansonsten ebenen Gelände ca. 1,5 m hoch, ca. 22 m lang und ca. 8 m breit – Grabhügel fraglich, Befestigung / Burghügel eher unwahrscheinlich |      |
| 428300219  | Grabmal > Grabhügel | Merseburg | Grabhügel oder Burghügel           | undatiert    | wurde dem Ortsteil Ermlitz zugeordnet Elsteraue, 1,5 km südlich von Ermlitz (Lage)           | kein GH oder Burghügel erkennbar |      |
| 428300081  | Befestigung > Burg  | Merseburg | Gipfelburg „Schloss und Altenburg“ | Neolithikum  | im Ostteil der Stadt (Lage)                                                                  | von mittelalterlicher Stadt und modernen Neubauten verändert, urgeschichtlich, karolingisch                                                                                 |      |
| 428300082  | Befestigung > Burg  | Meuschau  | Wasserburg "Hoym"                  | Bronzezeit   | 1,8 km nördlich vom Ort (Lage)                                                               | keine Befestigungsstrukturen einer Burganlage gefunden |      |